# نجف أباد (زاز الشرقي)
نجف أباد (بالفارسية: نجف‌آباد) هي قرية تقع في إيران في قسم زاز الشرقي الریفي. يقدر عدد سكانها بـ 143 نسمة .